# Ethan Moreau
Ethan Byron Moreau, född 22 september 1975 i Huntsville, Ontario, är en kanadensisk professionell ishockeyspelare i NHL-laget Los Angeles Kings.
Moreau har tidigare spelat för Chicago Blackhawks, Edmonton Oilers och Columbus Blue Jackets.
Han valdes i första rundan som 14:e spelare totalt i NHL-draften 1994 av Chicago Blackhawks. 